# Moviment contrari

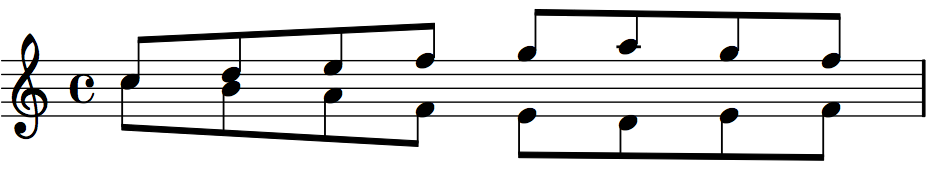

El moviment contrari és el que es dona entre les diferents veus o parts d'una composició polifònica i contrapuntística quan una d'aquestes veus fa un moviment en un sentit, ja sigui ascendent o descendent i l'altra o una de les altres fa un moviment en sentit oposat o contrari: Una veu fa un moviment ascendent mentre l'altra el fa descendent. És un recurso més important per aconseguir la independència melòdica de les diferents veus que componen un contrapunt.
Tot i que aquesta relació es pot aplicar a més de dues veus, normalment fa referència a les relacions existents entre dues veus, encara que puguin ser dins d'una composició que en té més. L'existència del moviment contrari no pressuposa que els intervals melòdics que fa una de les veus els hagi de fer mimèticament i simètricament l'altra.
Les altres dues possibilitats de relació entre les diverses veus en el contrapunt són el moviment paral·lel i el moviment oblic.